# Edgardo Dobry
Edgardo Dobry és un traductor argentí doctor en Filologia per la Universitat de Barcelona i professor de la mateixa UB. Viu a Barcelona. Té llibres de poesia publicats: Tarde del cristal (Último Reino, Buenos Aires, 1992), Cinética (Tierra Fire, Buenos Aires, 1999; Dilema, Madrid, 2004); El lago de los botes (Barcelona, Lumen, 2005); Cosas (Barcelona, Lumen, 2008) i Contratiempo (Buenos Aires, Adriana Hidalgo, 2014). Ha coordinat un dossier de la revista Diario de Poesia (nº 61, Buenos Aires), i bona part escrit per ell, sobre el poeta català Gabriel Ferrater. Ha publicat articles i assaigs en diverses revistes d'Espanya, Mèxic i l'Argentina. Treballa com a editor i traductor per a diverses editorials de Barcelona i practica l'assaig i la crítica literària. Actualment, escriu regularment sobre poesia i narrativa d'autors hispanoamericans pel suplement literari Babelia del diari El País.